# 사가라 요리사다
사가라 요리사다(일본어: 相良 頼完 さがら よりさだ[*])는 히고국 히토요시번 번주이다. 공식적으로 9대 번주로 여겨지는 2번째 사람이다. (후술)

## 생애
간엔 2년 (1749년), 우림가 다이나곤 와시노오 타카히로 (오오이노미카도 츠네나리의 차남)의 차남으로 태어났다. 아명은 이소마루(五十丸)였으며, 한번 오사카 절에 맡겨져 있었지만, 사가라가의 양자 이야기가 제기 되었을 무렵에 우연히 와시노오가에 돌아와있었다.
호레키 12년 (1762년)에 (원래) 9대 번주 사가라 미츠나가가 사망했다. 와시노오가와 사가라씨는 친척 관계에 해당하므로, 그 후임으로서 번주로 옹립되어 히토요시번 내에서 극비리에 호레키 12년 (1762년) 12월 15일에 가독을 이었다. 친척이라고는 하지만, 공가에서 후계자를 선택하게 된 데는 극비리에 일을 진행시킬 필요가 있었지만, 다른 다이묘 가문이나 하타모토의 자제는 무가 사회에서 얼굴이 알려져 있고, 또 노출되면 누가 미칠 위함이 있다고 하는 사정이나, 사가라씨가 후지와라 남가의 흐름을 이어간다는 사정이 있었다. 이 양자 이야기도, 번주 일문인 사가라 오리베의 데릴사위라는 명목으로 후보자를 찾아 나선 것이다.
10세에 사망한 미츠나가에게 사후 양자를 맞이하는 것은 어려웠고 (17세 이하에서의 사후 양자는 인정되지 않았다), 게다가 요리사다는 미츠나가보다 3살 연상이어서 막부에 인정받지 못하고 후계자 단절로 개역될 가능성이 높았다. 이를 두려워한 번의 중신들이 막부에는 미츠나가가 완쾌되어 요리사다로 개병했다고 설명했기 때문에, 미츠나가와 동일인으로 결정되었으므로, 공적 기록으로는 호레키 9년 (1759년) 12월 11일에 가독을 이은 것으로 되어있다.
메이와 2년 (1765년) 2월 15일, 10대 쇼군 도쿠가와 이에하루를 알현했다. 같은 해 12월 18일, 종5위하 오우미노카미에 서임되었다.
번정에 있어서는 메이와 시기의 천재지변으로 번 재정난에 시달렸다.
메이와 4년 (1767년) 1월 17일, 19세의 나이로 사망했다. 가독은 양자 토미모치 (토오야마 토모아키라의 차남)가 이었다.

## 가계
- 아버지 : 와시노오 타카히로(鷲尾隆熙)
- 양아버지 : 사가라 요리히사
- 양자 : 사가라 토미모치 - 토오야마 토모아키라의 차남